# Demonax palleolus
Demonax palleolus är en skalbaggsart som beskrevs av Holzschuh 2006. Demonax palleolus ingår i släktet Demonax och familjen långhorningar. Inga underarter finns listade i Catalogue of Life.